# Lembidioideae
Lembidioideae, jedna od sedam potporodica jetrenjarki iz porodice Lepidoziaceae. Sastoji se od sedam rodova od kojih je tipičan rod Lembidium. 

## Rodovi
1. Dendrolembidium Herzog
2. Hygrolembidium R.M.Schust.
3. Isolembidium R.M.Schust.
4. Kurzia G.Martens
5. Lembidium Mitt.
6. Megalembidium R.M.Schust.
7. Pseudocephalozia R.M.Schust.